# مارگارتا کروک
مارگارتا کروک (انگلیسی: Margaretha Krook؛ ۱۵ اکتبر ۱۹۲۵ – ۷ مهٔ ۲۰۰۱) یک هنرپیشه اهل سوئد بود. وی بین سال‌های ۱۹۴۹ تا ۲۰۰۱ میلادی فعالیت می‌کرد.
از فیلم‌ها یا برنامه‌های تلویزیونی که وی در آن نقش داشته است، می‌توان به پرسونا، بهترین نیات، خانوم جولی، عروسی و بمبی بیت و من اشاره کرد.